# ヘスディ・ゲルゲス
ヘスディ・ゲルゲス（Hesdy Gerges、1984年2月20日 - ）は、オランダの男性キックボクサー。ボスジム所属。2013年3月まではパンクレイション/ドージョー・チャクリキ所属。第2代IT'S SHOWTIME世界ヘビー級王者。K-1時代はヘスディ・カラケスと表記されていたが、オランダ語発音ではヘスディ・ヘルヘス、英語とアラビア語発音ではヘスディ・ゲルゲスとなる。配偶者はデニス・キーホルツ。
名門ドージョー・チャクリキでピーター・アーツやブランコ・シカティック、バダ・ハリらを育てたトム・ハーリックから「私が育てたヘビー級選手の中で最高の選手になる」と絶賛されている。2メートルという恵まれた体格を持ちながらも距離を取らず、何度打たれても前へ前へ攻めるというチャクリキ伝統のファイトスタイルを特徴とするため、「Fighterheart」の異名を持ち、これを自身の背中に刺青しており、腹部には「NO FEAR（恐れ知らず）」のタトゥーを彫っている。本人は「斗魂」というニックネームも気に入っている。
格闘技を始めるまでは素行が悪く、ハーリック会長からも「ヘスディとバダ・ハリの強さの素地は喧嘩だ。それがキックをやることで何とか収まっている状態だ。だから油断すると私生活で今でもひょっこりワルの顔が出る。二人のワルさ加減を比べたらヘスディがバダを上回っているよ」と語るほどだが、現在では家族や友人との時間を大切にし、「趣味は練習」と言うほどに成長している。

## 来歴
17歳の時にキックボクシングを始める。
2008年2月17日、ムラッド・ボウジディに判定負け。
2008年10月5日、ジェレル・ヴェネチアンに2-1の判定勝ち。
2009年3月21日、VIP Fight Nightのヘビー級トーナメントで1回戦、準決勝を勝ち上がるが、決勝でチャクリキジムの同門であるアンダーソン"ブラドック"シルバに2RTKO負けで準優勝。
2009年3月28日、K-1 WORLD GP 2009 IN YOKOHAMAに初来日し、初代K-1世界スーパーヘビー級王者のセミー・シュルトとの対戦が試合前日に急遽決定。1週間前に一日3試合を戦ったばかりで決勝ではTKO負けを喫し、さらに試合前日に来日という最悪な体調のなか、試合ではダウンを奪われ判定負けしたものの、テレビ解説を務めていた魔裟斗から「ヘスディは負けたけど強いですね。今回みたいな急な参戦でなければもっと強い」と称賛され、序盤から打たれ続けても前に出るチャクリキジム伝統のファイトスタイルも高く評価された。
2009年10月17日、オランダで開催されたGLORY 11でルスラン・カラエフと対戦し、判定勝ちでWFCA・K-1ルール世界スーパーヘビー級王座を獲得。同年のK-1 WORLD GPでベスト8に残っているカラエフから勝利を収めたことで評価が高まった。
2010年1月9日、ポール・スロウィンスキーに3-0の判定勝ち。
2010年3月13日、IT'S SHOWTIMEミラノ大会でブリース・ギドンに判定負け。
2010年5月29日、元同門のIT'S SHOWTIME世界ヘビー級王者バダ・ハリに挑戦。2Rにカラケスが転倒したところにハリからキックを受け反則勝ちとなり、王座を獲得した。
2010年9月12日、IT'S SHOWTIMEにてノンタイトル戦でルステミ・クレシュニックにローキックで2RKO勝ち。
前戦から約3週間後の2010年10月2日、K-1 WORLD GP 2010 IN SEOUL FINAL16に推薦枠として出場。前年度K-1WGP王者セミー・シュルトと戦い、ローキックでシュルトの足を紫色に腫れ上がらせるなどして善戦するも1-2の判定負けを喫した。しかし、1ラウンド終了時にシュルトのセコンドがリングドクターとレフェリーの許可を得ずにシュルトの負傷した右スネにテーピングを巻いたことがK-1ルールに違反しており、「このテーピングが無ければシュルトは試合を続行できずにTKO負けになっていた可能性があり、またドクターとレフェリーの許可なくテーピングをしたことに対するシュルトへの減点が行われなかった」と指摘され、さらに「2R終了時のジャッジの採点は一人がドロー、一人が1ポイント差でシュルトがリードだったが、3Rは明らかにヘスディが優勢だったので判定は1-1のドローになるべきなのに不当な判定が下された」「シュルトは反則負けで失格にすべき」との抗議文がIT'S SHOWTIME責任者サイモン・ルッツとブラック・ラベル・ファイティング責任者レモン・ダールダーから提出されたものの、裁定に変更はなかった。
2010年12月11日、K-1 WORLD GP 2010 FINALで藤本祐介の引退試合の相手を務め、1Rに右ローキックでKO勝ちを収めた。
2011年2月16日、試合を約3週間後に控えたこの日にベルギー警察がヘスディの自宅に押し入り、ヘスディを連行して拘留取調べを行い、2月25日に釈放された。これは2010年4月にヘスディの母親違いの兄弟アシュラフが125kgのコカイン取引関与でベルギー警察に逮捕されアントワープで拘置されており、クリスマス赦免によってアシュラフはオランダに帰されたが、ベルギー警察はアシュラフの身辺調査から有名なキックボクサーである兄弟のヘスディに疑いをかけたためである。しかし、これは何の証拠も無い見込み捜査の段階にもかかわらずヘスディを連行するというベルギー警察の暴挙だった。
2011年3月6日、IT'S SHOWTIMEでダニエル・ギタと対戦し、2Rに優勢となり、ダウンを奪って5-0の判定勝ち。試合後、リング上のマイクアピールで警察から不当に拘束されて取調べを受けたことの辛さと、家族と仲間への感謝を語った。
2011年5月、試合直前にまたしてもベルギー警察から事情聴取を受けさせられるが、ここでも無罪を証明し、釈放された。
2011年5月21日、IT'S SHOWTIMEでクリス・ノーウェルスを圧倒して2RKO勝ち。
2011年11月17日、SuperKombatにてリコ・ヴァーホーベンに1-2の判定負け。
2012年1月28日、IT'S SHOWTIMEレーワルデン大会にてIT'S SHOWTIME世界ヘビー級王座の初防衛戦でダニエル・ギタと再戦し、1R左フック一撃で失神KO負けで王座陥落。
2012年6月30日、IT'S SHOWTIME 57 & 58にてリコ・ヴァーホーベンと再戦し、1Rにダウンを奪われ、その後に反撃するが2R終了直前に右拳を骨折して失速し判定負け。
2012年10月14日、K-1 RISING 2012 WORLD GP FINAL 16にて1回戦でセルゲイ・ラシェンコに得意のローキックを効かせて3-0の判定勝ち。
2012年12月22日、SuperKombatにてカーター・ウィリアムスに3RKO勝ち。
2013年3月15日、K-1 World Grand Prix 2012 Final 8にて準々決勝でイスマエル・ロントと対戦し、3Rにパンチを浴びて鼻を骨折し、TKO負け。
その後、長年に渡って所属していたドージョー・チャクリキを円満離脱し、ボスジムに移籍。
2013年6月14日、Final Fight Championship 6にてパベル・ズラフリオフに判定勝ち。
2013年10月12日、GLORY初参戦となったGLORY 11 Chicagoにてエロール・ジマーマンに3RKO負け。
2013年12月21日、GLORY 13 TOKYOにてエヴェルトン・テイシェイラにローキックと膝蹴りを効かせて3-0の判定勝ち。

## 戦績
| キックボクシング 戦績 | キックボクシング 戦績 | キックボクシング 戦績 | キックボクシング 戦績 | キックボクシング 戦績 | キックボクシング 戦績 | キックボクシング 戦績 |
| --------------------- | --------------------- | --------------------- | --------------------- | --------------------- | --------------------- | --------------------- |
| 57 試合               | (T)KO                 | 判定                  | その他                | 引き分け              | 無効試合              |                       |
| 43 勝                 | 19                    | 22                    | 1                     | 1                     | 0                     |                       |
| 14 敗                 | 7                     | 7                     |                       | 1                     | 0                     |                       |

| 勝敗 | 対戦相手                       | 試合結果                     | 大会名                                                                                      | 開催年月日     |
| ○    | エヴェルトン・テイシェイラ     | 3R終了 判定3-0               | GLORY 13 TOKYO                                                                              | 2013年12月21日 |
| ×    | エロール・ジマーマン           | 3R 0:38 KO（右フック）       | GLORY 11 Chicago                                                                            | 2013年10月12日 |
| ○    | パベル・ズラフリオフ           | 3R終了 判定3-0               | Final Fight Championship 6                                                                  | 2013年6月14日  |
| ×    | イスマエル・ロント             | 3R 1:42 TKO                  | K-1 World Grand Prix 2012 Final 8                                                           | 2013年3月15日  |
| ○    | カーター・ウィリアムス         | 3R KO（左膝蹴り）            | SUPERKOMBAT WORLD GP 2012 Final                                                             | 2012年12月22日 |
| ○    | セルゲイ・ラシェンコ           | 3R終了 判定3-0               | K-1 RISING 2012 WORLD GP FINAL 16                                                           | 2012年10月14日 |
| ×    | リコ・ヴァーホーベン           | 3R終了 判定0-3               | Music Hall & BFN Group present: It's Showtime 57 & 58                                       | 2012年6月30日  |
| ×    | ダニエル・ギタ                 | 1R 2:47 KO（左フック）       | IT'S SHOWTIME 2012 in Leeuwarden                                                            | 2012年1月28日  |
| ×    | リコ・ヴァーホーベン           | 3R終了 判定1-2               | SUPERKOMBAT Fight Club                                                                      | 2011年11月17日 |
| ○    | クリス・ローウェルス           | 2R KO（右ストレート）        | Fightclub presents: IT'S SHOWTIME                                                           | 2011年5月21日  |
| ○    | ダニエル・ギタ                 | 3R終了 判定5-0               | Fightingstars presents: IT'S SHOWTIME Sporthallen Zuid                                      | 2011年3月6日   |
| ○    | 藤本祐介                       | 1R 1:41 KO（右ローキック）   | K-1 WORLD GP 2010 FINAL 【スーパーファイト：藤本祐介引退試合】                              | 2010年12月11日 |
| ×    | セミー・シュルト               | 3R終了 判定1-2               | K-1 WORLD GP 2010 IN SEOUL FINAL16 【1回戦】                                                | 2010年10月2日  |
| ○    | ルステミ・クレシュニック       | 2R 2:33 KO（ローキック）     | IT'S SHOWTIME 2010 Amsterdam II                                                             | 2010年9月12日  |
| ○    | バダ・ハリ                     | 2R 反則                      | IT'S SHOWTIME 2010 Amsterdam 【IT'S SHOWTIME世界ヘビー級タイトルマッチ】                    | 2010年5月29日  |
| ×    | ブリース・ギドン               | 3R+延長1R終了 判定0-3        | IT'S SHOWTIME OKTAGON                                                                       | 2010年3月13日  |
| ○    | アーシュイン・バルラック       | 3R終了 判定                  | Amsterdam Fight Club                                                                        | 2010年2月27日  |
| ○    | ポール・スロウィンスキー       | 3R終了 判定3-0               | Uprising 12                                                                                 | 2010年1月9日   |
| ○    | セバスチャン・ヴァン・シーレン | 2R TKO                       | BACKSTREET FIGHTS 2                                                                         | 2009年12月12日 |
| ○    | ルスラン・カラエフ             | 3R終了 判定3-0               | GLORY 11: A Decade of Fights 【WFCA・K-1ルール世界スーパーヘビー級王者決定戦】              | 2009年10月17日 |
| ○    | モー・ボブカリ                 | 2R TKO                       | Next Generation Warriors                                                                    | 2009年5月31日  |
| ×    | セミー・シュルト               | 3R終了 判定0-3               | K-1 WORLD GP 2009 IN YOKOHAMA 【スーパーファイト】                                          | 2009年3月28日  |
| ×    | アンダーソン"ブラドック"シルバ | 2R TKO                       | VIP Fight Night 【決勝】                                                                    | 2009年3月21日  |
| ○    | アンディ・シャーデンバーグ     | 不戦勝                       | VIP Fight Night 【準決勝】                                                                  | 2009年3月21日  |
| ○    | アイタッチ・ヤシ               | 3R終了 判定3-0               | VIP Fight Night 【1回戦】                                                                   | 2009年3月21日  |
| ○    | ブライアン・ダウヴィス         | 3R終了 判定3-0               | Beatdown                                                                                    | 2009年3月8日   |
| ○    | ヤン・ミュラー                 | 判定                         | European Title Fight 【WFCAタイボクシング・ヨーロッパ・スーパーヘビー級タイトルマッチ】     | 2008年11月8日  |
| ○    | ジェレル・ヴェネチアン         | 3R終了 判定2-1               | Tough is Not Enough                                                                         | 2008年10月5日  |
| ○    | Mutlu Karabulut                | 5R終了 判定3-0               | Slamm 【WFCAタイボクシング・ベネルクス・スーパーヘビー級タイトルマッチ】                    | 2008年9月21日  |
| ○    | リカルド・ヴァン・デン・ボス   | 3R終了 判定3-0               | Amsterdam Fightclub 【WFCAタイボクシング・オランダ・スーパーヘビー級タイトルマッチ          | 2008年7月5日   |
| ×    | ムラッド・ボウジディ           | 3R終了 判定0-3               | K-1 MAX Netherlands 2008 The Final Qualification 【スーパーファイト】                       | 2008年2月17日  |
| ○    | ウェンデル・ロチェ             | 3R終了 判定3-0               | Rings Holland: Risky Business                                                               | 2007年9月23日  |
| ○    | ボブ・ヴァン・ボックスミール   | 1R終了時 TKO（スネ負傷）     | Gentleman Fight Night 2007 【WFCAタイボクシング・オランダ・スーパーヘビー級タイトルマッチ】 | 2007年6月2日   |
| ×    | ギンティ・ブレーダ             | 1R TKO（レフェリーストップ） | Rings "The Chosen Ones"                                                                     | 2007年3月12日  |
| ○    | リック・ヴァン・ゾースト       | 判定                         | Rings Kickboxing Gala in Amsterveen                                                         | 2006年9月17日  |
| ○    | ロイ・デイクショールン         | 1R KO                        | Muay Thai Gala in Zonnehuis                                                                 | 2006年5月27日  |
| ○    | エロール・トゥルグット         | 5R終了 判定                  | Gala in Amsterdam                                                                           | 2006年4月22日  |
| ○    | ノーディン・ゾーダニ           | 5R終了 判定                  | Beatdown                                                                                    | 2006年3月18日  |
| ○    | アミール・エル・アルフィ       | TKO（タオル投入）            | Dancing with the fighters                                                                   | 2006年2月12日  |
| ○    | マルセル                       | KO                           | Gala in Zonnehuis                                                                           | 2005年12月18日 |

## 獲得タイトル
- WFCAタイボクシング・オランダ・スーパーヘビー級王座
- WFCAタイボクシング・ベネルクス王座
- WFCAタイボクシング・ヨーロッパ王座
- VIP Fight Night tournament 2009 準優勝
- WFCA・K-1ルール世界スーパーヘビー級王座
- 第2代IT'S SHOWTIME世界ヘビー級王座